# فريتز ستورم
فريتز ستورم هو سياسي أمريكي، ولد في 2 يوليو 1844 في ألزاس في فرنسا، وتوفي في 9 يونيو 1935 في Bayside, Queens ‏ في الولايات المتحدة. نشط حزبياً في الحزب الجمهوري. وقد انتخب عضو جمعية ولاية نيويورك ‏ وانتخب عضو مجلس النواب الأمريكي ‏.